# Академическая гребля на летних Олимпийских играх 2008 — двойки парные, лёгкий вес (женщины)
Соревнования парных двоек лёгкого веса в академической гребле среди женщин на летних Олимпийских играх 2008 прошли с 10 до 17 августа. Приняли участие 34 спортсменки из 17 стран.

## Призёры
| Золото                                            | Серебро                               | Бронза                             |
| Нидерланды Кирстен ван дер Колк · Марит ван Эйпен | Финляндия Санна Стен · Минна Ниеминен | Канада Мелани Кок · Трейси Кэмерон |

## Рекорды
| Мировое лучшее время | Китай Сю Донсян, Ю Хуа | 6:49,77 | Познань, Польша | 2006 год |

## Соревнование

### Отборочные гонки
Занявшие 1-2 места проходят в полуфинал, остальные в дополнительные гонки.
| Место | Спортсмены                                       | Результат |
| ----- | ------------------------------------------------ | --------- |
| 1     | Нидерланды Кирстен ван дер Колк, Марит ван Эйпен | 6:50,90   |
| 2     | Австралия Амбер Хэллидей, Маргарет Хьюстон       | 6:53,23   |
| 3     | США Рени Хайкел, Джен Голдсэк                    | 6:53,32   |
| 4     | Мексика Габриэла Уэрта, Лила Перес Рул           | 7:11,71   |
| 5     | Бразилия Камилла Карвалью, Лусьяна Гранато       | 7:25,90   |
| 6     | Казахстан Наталья Воронова, Александра Опачанова | 7:29,07   |

| Место | Спортсмены                                  | Результат |
| ----- | ------------------------------------------- | --------- |
| 1     | Германия Берит Каров, Мари-Луизе Дрегер     | 6:51,96   |
| 2     | Канада Мелани Кок, Трейси Кэмерон           | 6:54,07   |
| 3     | Великобритания Херстел Гудселл, Хелен Кэйси | 6:55,23   |
| 4     | Финляндия Санна Стен, Минна Ниеминен        | 6:56,61   |
| 5     | Греция Криси Бискици, Александра Цяву       | 7:05,95   |
| 6     | ЮАР Алекс Уайт, Кирстен Мак-Кэнн            | 7:20,51   |

| Место | Спортсмены                            | Результат |
| ----- | ------------------------------------- | --------- |
| 1     | Китай Сю Донсян, Ю Хуа                | 6:57,58   |
| 2     | Дания Катрин Олсен, Юлиане Рассмусен  | 6:58,63   |
| 3     | Япония Мисаки Кумакура, Акико Ивамото | 7:05,67   |
| 4     | Куба Яима Веласкес, Исмарай Морреро   | 7:13,35   |
| 5     | Республика Корея Ко Ён Ын, Чи Ю Чжин  | 7:39,70   |

### Дополнительные гонки
Занявшие 1-3 места проходят в полуфинал, остальные в финал C.
| Место | Спортсмены                                       | Результат |
| ----- | ------------------------------------------------ | --------- |
| 1     | США Рени Хайкел, Джен Голдсэк                    | 7:22,22   |
| 2     | Финляндия Санна Стен, Минна Ниеминен             | 7:23,80   |
| 3     | Япония Мисаки Кумакура, Акико Ивамото            | 7:30,92   |
| 4     | ЮАР Алекс Уайт, Кирстен Мак-Кэнн                 | 7:48,04   |
| 5     | Казахстан Наталья Воронова, Александра Опачанова | 7:54,12   |
| 6     | Республика Корея Ко Ён Ын, Чи Ю Чжин             | 8:03,51   |

| Место | Спортсмены                                  | Результат |
| ----- | ------------------------------------------- | --------- |
| 1     | Великобритания Херстел Гудселл, Хелен Кэйси | 7:24,27   |
| 2     | Греция Криси Бискици, Александра Цяву       | 7:24,55   |
| 3     | Куба Яима Веласкес, Исмарай Морреро         | 7:32,14   |
| 4     | Мексика Габриэла Уэрта, Лила Перес Рул      | 7:41,97   |
| 5     | Бразилия Камилла Карвалью, Лусьяна Гранато  | 7:47,53   |

### Полуфинал
Занявшие 1-3 места проходят в финал A, остальные в финал B.
| Место | Спортсмены                                       | Результат |
| ----- | ------------------------------------------------ | --------- |
| 1     | Нидерланды Кирстен ван дер Колк, Марит ван Эйпен | 7:03,87   |
| 2     | Финляндия Санна Стен, Минна Ниеминен             | 7:03,91   |
| 3     | Германия Берит Каров, Мари-Луизе Дрегер          | 7:04,95   |
| 4     | Дания Катрин Олсен, Юлиане Рассмусен             | 7:06,31   |
| 5     | Великобритания Херстел Гудселл, Хелен Кэйси      | 7:17,67   |
| 6     | Куба Яима Веласкес, Исмарай Морреро              | 7:30,15   |

| Место | Спортсмены                                 | Результат |
| ----- | ------------------------------------------ | --------- |
| 1     | Канада Мелани Кок, Трейси Кэмерон          | 7:10,70   |
| 2     | Китай Сю Донсян, Ю Хуа                     | 7:11,59   |
| 3     | Греция Криси Бискици, Александра Цяву      | 7:11,99   |
| 4     | США Рени Хайкел, Джен Голдсэк              | 7:12,15   |
| 5     | Австралия Амбер Хэллидей, Маргарет Хьюстон | 7:13,80   |
| 6     | Япония Мисаки Кумакура, Акико Ивамото      | 7:16,13   |

### Финалы

#### Финал C
| Место | Спортсмены                                       | Результат |
| ----- | ------------------------------------------------ | --------- |
| 1     | Мексика Габриэла Уэрта, Лила Перес Рул           | 7:17,21   |
| 2     | ЮАР Алекс Уайт, Кирстен Мак-Кэнн                 | 7:20,49   |
| 3     | Бразилия Камилла Карвалью, Лусьяна Гранато       | 7:22,40   |
| 4     | Казахстан Наталья Воронова, Александра Опачанова | 7:32,36   |
| 5     | Республика Корея Ко Ён Ын, Чи Ю Чжин             | 7:39,46   |

#### Финал B
| Место | Спортсмены                                  | Результат |
| ----- | ------------------------------------------- | --------- |
| 1     | Дания Катрин Олсен, Юлиане Рассмусен        | 7:06,94   |
| 2     | Австралия Амбер Хэллидей, Маргарет Хьюстон  | 7:07,17   |
| 3     | Япония Мисаки Кумакура, Акико Ивамото       | 7:08,49   |
| 4     | США Рени Хайкел, Джен Голдсэк               | 7:09,02   |
| 5     | Великобритания Херстел Гудселл, Хелен Кэйси | 7:11,24   |
| 6     | Куба Яима Веласкес, Исмарай Морреро         | 7:20,07   |

#### Финал A
| Место | Спортсмены                                       | Результат |
| ----- | ------------------------------------------------ | --------- |
| 1     | Нидерланды Кирстен ван дер Колк, Марит ван Эйпен | 6:54,74   |
| 2     | Финляндия Санна Стен, Минна Ниеминен             | 6:56,03   |
| 3     | Канада Мелани Кок, Трейси Кэмерон                | 6:56,68   |
| 4     | Германия Берит Каров, Мари-Луизе Дрегер          | 6:56,72   |
| 5     | Китай Сю Донсян, Ю Хуа                           | 7:01,90   |
| 6     | Греция Криси Бискици, Александра Цяву            | 7:04,61   |